# Пью (города-государства)
Пью (ပျူ မြို့ပြ နိုင်ငံမျာ) — группа городов-государств, которые существовали со II века до н. э. до конца IX века н. э. в современной Верхней Бирме (Мьянме). Города-государства были созданы ушедшим на юг народом пью, говорившим на одноимённом языке тибето-бирманской языковой подсемьи. Они были первыми жителями Бирмы, о которых сохранились записи. Цивилизация пью связывает исторический отрезок от бронзового века до классической эпохи возникновения государства Паган в конце IX века.
Города-государства — пять главных крепостей и несколько меньших городков были раскопаны. Они были в трёх главных орошаемых районах Верхней Бирмы: долине реки Му, долине Чаусхе и регионе Минбу, вокруг слияния рек Иравади и Чиндуина. Являясь частью сухопутного торгового пути между Китаем и Индией, царство Пью постепенно расширялось на юг. Город-государство Халин, основанный в I веке на северном краю Верхней Бирмы, был самым крупным и самым важным городом до VII или VIII века, после этого он уступил главенство Шрикшетре на юге царства. В два раза больше Халина, Шрикшетра был самым большим и влиятельным центром Пью.
Тысячелетнее царство пало в 9-м веке, когда города-государства были разрушены в результате неоднократных вторжений из королевства Наньчжао. В 12 столетии пью ещё сохраняли свой язык, но к 13 веку они были ассимилированы бирманцами. Города-государства Халин, Пейтано и Шрикшетра являются объектами всемирного наследия ЮНЕСКО.

## История
Ввиду недостатка археологических находок о древнейшей истории региона остаётся только догадываться. Предполагается, что наиболее ранние поселения в Мьянме датируются 11 000 до н. э., в основном на сухих землях близ реки Иравади. В трёх пещерах близ Таунджи, у подножия шанских холмов, были найдены неолитические артефакты, датируемые 10—6000 годами до н. э.
Около 1500 годов до н. э. жители региона умели выплавлять бронзу, выращивать рис и одомашнили свиней и кур (одомашнивание произошло одним из первых в мире). К 500 году до н. э. к югу от современного Мандалая появились поселения людей, делавших железные инструменты. Тем же временем датируются найденные в регионе украшенные бронзой гробы и погребения с осколками керамики. Археологические находки в долине реки Самон к югу от Мандалая свидетельствуют о том, что местные жители выращивали рис и торговали с Китаем в 500 год до н. э. — 200 год н. э.
Около II века до н. э. в долину реки Иравади с территории современной Юньнани начали спускаться пью, говорившие на языке тибето-бирманской ветви сино-тибетской семьи. Прародиной пью считается Кукунор, находящийся в современных китайских провинциях Цинхай и Ганьсу. Пью расселились по равнинам, окружавшим слияние Иравади и Чиндуина. Их земли протянулись от Шрикшетры на юге до Халина на севере; с востока они кончались за Биннакой и Маинмо, а с запада — за Аядочхе. Летописи Тан указывают на 18 городов-государств пью, 9 из которых были окружены городской стеной.
По состоянию на 2005 год обнаружено 12 окружённых стеной городов пью, включая пять крупных, и несколько мелких поселений без стен, располагавшихся в трёх важнейших регионах доколониальной Бирмы: в долине реки Му на севере, на равнинах Чаусхе в центре и в регионе Минбу на юго-востоке. В одно время с Пью существовали Бапном (Камбоджа) и Тямпа (юг Вьетнама); Дваравати (Таиланд), Тамбралинга и Шривиджая (юго-запад Суматры) — «классические государства Юго-Восточной Азии».

## Упадок Пью
Пью покорили «быстрые наездники», спустившиеся из Наньчжао в верховья долины Иравади в 9 веке: мранма. Согласно танским хроникам, Наньчжао начало набеги на Верхнюю Бирму в 754 или 760 году. К 763 году наньчжаоский король Гэлофэн (蒙閣羅鳳) захватил Верхнюю Бирму:95. Набеги из Наньчжао участились в 9 веке, сперва в 800—802, затем в 808—809 годах. Согласно китайским источникам, в 832 году воины Наньчжао уничтожили сопротивление пью и взяли 3000 пленных в Халине:105.
При этом твёрдой уверенности в том, что хотя бы один из городов пью пал жертвой набегов, нет. Скорее всего рейды наньчжаосцев ослабили пью и позволили мранма (бирманцам) расселиться на их территориях.
Миграция бирманцев шла постепенно. В 870 году в Халине ещё жили люди. Бирманские хроники говорят, что мранма основали укреплённый город Паган в 849 году, однако радиоуглеродный метод датировки указывает на то, что древнейшие стены Пагана были возведены около 980 года, основные укрепления датированы примерно 1020 годом, всего за 24 года до начала правления Аноратхи, основателя Паганского царства.
К концу 10 столетия бирманцы стали править землями Пью, а в середине 11 столетия объединили долину Иравади и её окрестности. Культура Пью оставила в бирманской неизгладимый след. Легенды пью были включены в бирманские; бирманские правители Пагана утверждали, что происходят от царей Шрикшетры и Тагауна (современная наука это опровергает). Поселения пью сохранились в Верхней Бирме на три столетия, но постепенно народ пью был ассимилирован Паганским царством. К 13 веку пью стали считать себя бирманцами.

## Города

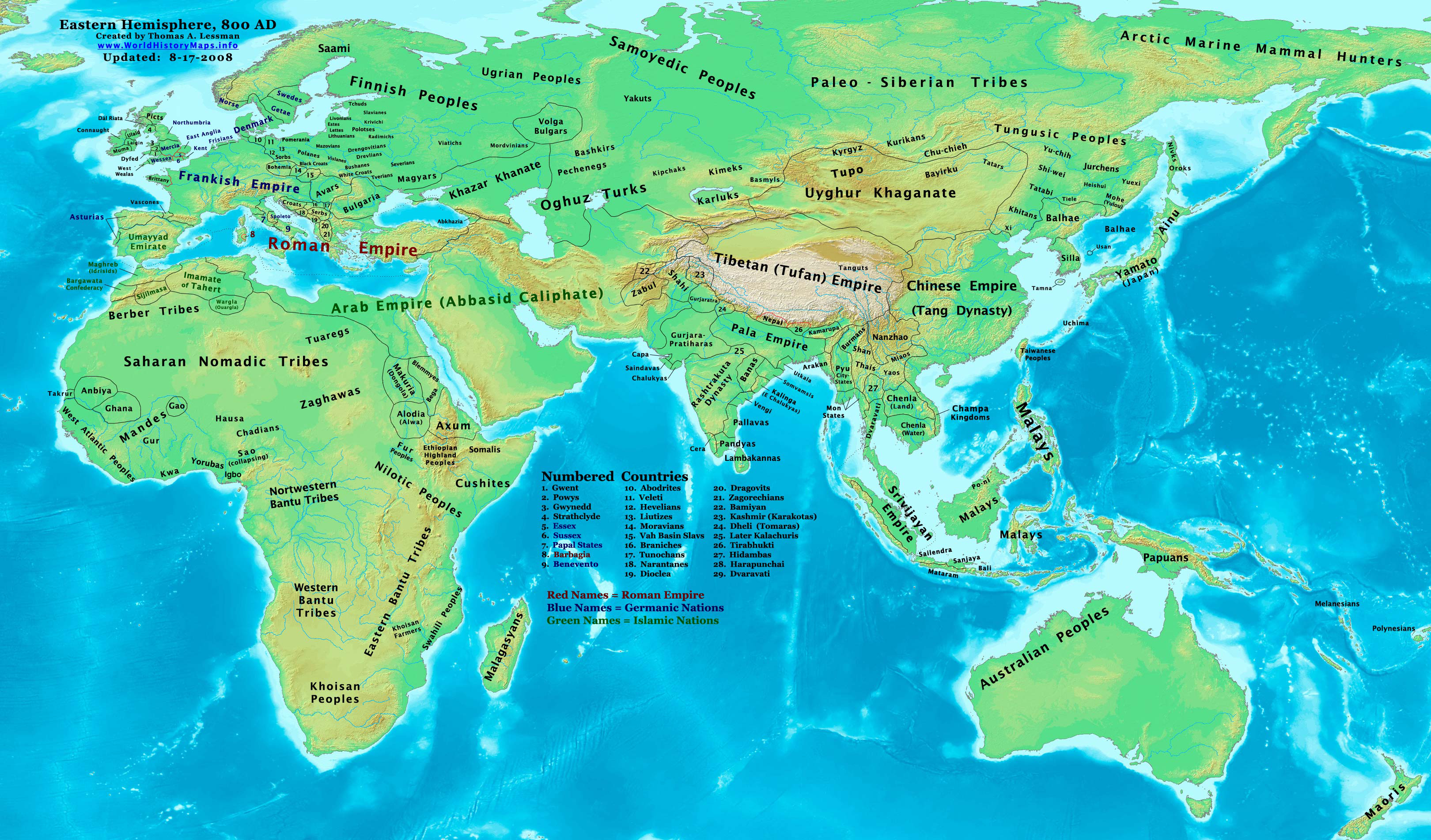
Царство Пью в 9 веке, до набегов народа мранма

Из 12 городов-крепостей, раскопанных до настоящего времени, пять — это остатки крупнейших из них: Пейтано, Минмо, Биннака, Халин и Шри Кшетра.

### Пейктано
Пейктано, расположенный в орошаемом регионе Минбу (недалеко от современного Таундуинджи) с прямым доступом к земле на обводненных равнинах Чаусхе на северо-востоке, является старейшим городом-государством Пью. Его останки — небольшие строения, керамика, артефакты и человеческие скелеты — датируются от 200 г. до н. э. до 100 г. н. э. Город может быть первой столицей политически единого государства в истории Бирмы. Это было большое укрепленное поселение, площадью примерно 300 га. Стены и укрепления вдоль него имели толщину шесть метров. Как и в большинстве городов Пью, главный вход в город вел к дворцу, который выходил на восток. Также в городских стенах при раскопках были обнаружены ступы и монастырские постройки.

### Маинмо
Маинмо тоже был расположен в регионе Чаусхе. Его постройка датируется первым тысячелетием до нашей эры. Имея площадь 222 гектара, Маинмо является одним из крупнейших древних городов на всей равнине Чаусхе. Город разделен пополам каналом, который считается современным, хотя это не подтверждено научным. Раскопки — начавшиеся в 1979 году — дали учёным много артефактов, в том числе ювелирные изделия, серебряные монеты. Многие из артефактов, такие как монеты, практически идентичны найденным в Пейтано и Биннаке.

### Биннака
Биннака тоже расположена в регионе Чаусхе. Она была во многом похожа на Маинмо. В результате раскопок города были обнаружены золотые ожерелья, изображения слонов, черепах и львов из драгоценных камней, керамика пью, терракотовые таблички с надписями и различные виды бусин из оникса, янтаря и нефрита. Также там раскопаны серебряные монеты, идентичные найденным в Пейтано и Маинмо, каменные формы для литья серебряных и золотых декоративных цветов, золотой браслет и серебряная чаша с надписями письмом пью. Согласно хроникам, правитель Биннаки захватил небольшой посёлок Тагаун, который назван там местом, откуда вышел бирманский народ. Биннака была заселена примерно до XIX века.

### Халин
Халин (Халинчжи), расположенный в долине реки Му, одном из крупнейших орошаемых районов доколониальной Бирмы, является самым северным городом Пью, обнаруженным до настоящего времени. Самые ранние артефакты Халина — деревянные ворота города — датируются 70 г. н. э. Выкопанные стены имеют длину около 3,2 км. С площадью в 664 гектара, город был почти в два раза больше Пейтано. Он имел четыре главных входа и в общей сложности 12 ворот, построенных на знаках зодиака. Через город протекала река (возможно, это был канал). Следы рва обнаруживаются со всех сторон города, кроме юга, где он, вероятно, не был нужен, так как река там была запружена для создания водохранилищ. Халин был известен своей солью, которая в первом тысячелетии высоко ценилась.
К VII веку Шрикшетра затмила Халин и стала крупнейшим городом пью.

### Небольшие поселения
По всей Верхней Бирме обнаружено множество поселений пью. В их число входят Вати (город к западу от Маинмо), Аядочхе-Ива в долине Му (к западу от Халина и к югу от недавно обнаруженного места бронзового века под названием Ньаунган) и несколько других, в основном в устье реки Му. В небольшом, но важном поселение пью под названием Тагаун (တကောင်း) в северной Бирме (примерно в 200 км к северу от Мандалая) было обнаружено значительное количество артефактов Пью, включая украшения. Значение этого поселения связано с тем, что бирманские летописи называют Тагаун «домом первого бирманского королевства». За исключением Пейтано и Шрикшетры, на большинстве территорий Пью обширные раскопки не проводились.

## Фото

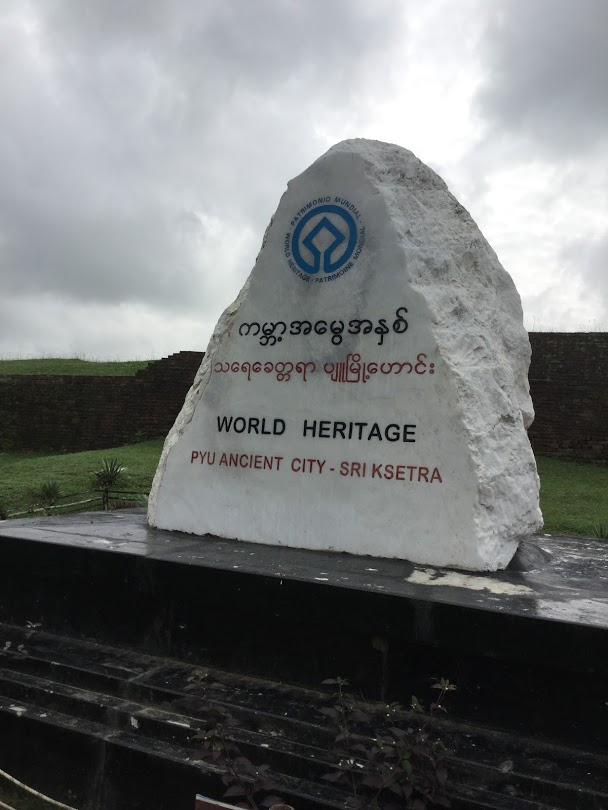
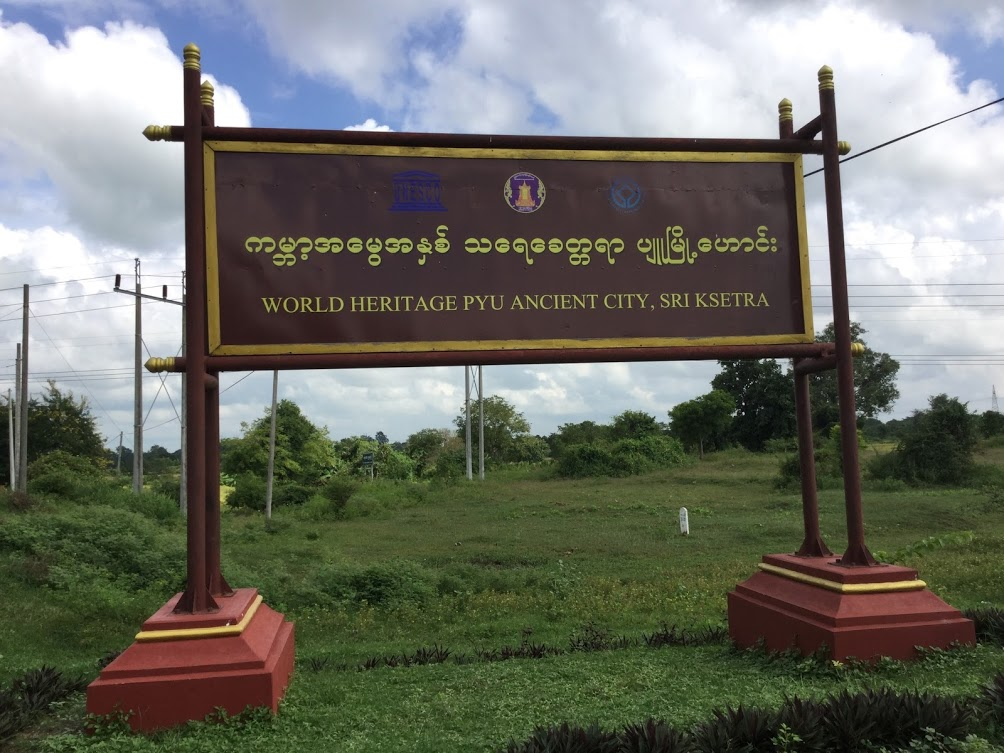
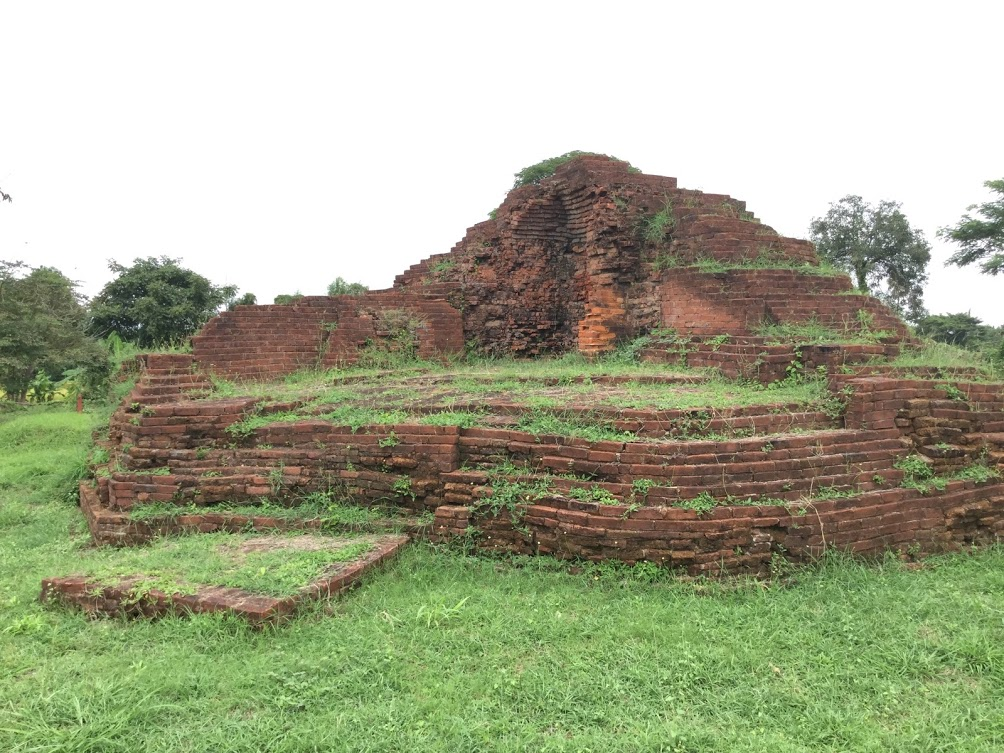